# Babsa
Babsa (románul: Babșa, németül: Babscha) falu Romániában, a Bánságban, Temes megyében.

## Nevének eredete
Kiss Lajos szláv eredetű személynévből eredezteti, amelyhez párhuzamként a délszláv Bobiša nevet közli.

## Fekvése
Lugostól 24 kilométerre északkeletre fekszik.

## Népesség

### A népesség változása
Népessége az 1903–06-os telepítéskor egyharmadával nőtt, de aztán előbb a telepesek egy része távozott 1920 után, majd a második világháborút követően, a városra vándorlás következtében rohamosan csökkent népessége.

### Etnikai és vallási megoszlás
- 1839–40-ben 710 román ortodox lakosa volt.
- 1910-ben 1338 lakosából 914 volt román, 371 magyar és 53 német anyanyelvű; 918 ortodox és 410 római katolikus vallású.
- 2002-ben 261 lakosából 257 volt román és négy magyar; 255 ortodox és három római katolikus.

## Története
Először 1488-ban említették, amikor Alsó-, Felső- és Középsőbabsa a pomázi Cikó család cikóvásárhelyi uradalmának része volt. 1717-ben negyven házzal írták össze. A 18. században a facseti, majd a lugosi kerülethez tartozott, majd 1779-ben Temes vármegyéhez csatolták. 1838-ban 22 egész 5/8 jobbágytelekből állt. Mindvégig az államkincstár birtoka maradt.
A magyar állam a századfordulón bukovinai székelyeket kívánt telepíteni saját babsai erdejének helyére. 1900-ban nyolc bukovinai családot költöztettek ideiglenes barakkokba, akik megkezdték az erdő kiirtását. A munka kétharmadának elvégzése után azonban zúgolódni kezdtek és azt követelték, hogy azonnal írják a nevükre a földet. A hajlékukban tartott razzia állítólag szocialista röpiratokat talált és a telepítést szervező Földművelési Minisztérium elköltöztette őket. Az erdő maradékát végül a falubeli románok munkájával irtották ki, akik 1903–06-ra használatba is kapták a földet. Végül mintegy 350 római katolikus magyar telepest költöztettek be Felső-Magyarországról, kétharmadukat Nyitra és Pozsony vármegyéből.
Mivel a telepesek telkei nem kerültek véglegesen a tulajdonokba és az 1921-es földreform mint állami földeket részben kiosztotta őket, a babsai magyarok egy része szétszóródott. Maradékuk a szocializmus idején városba költözött.

## Képek

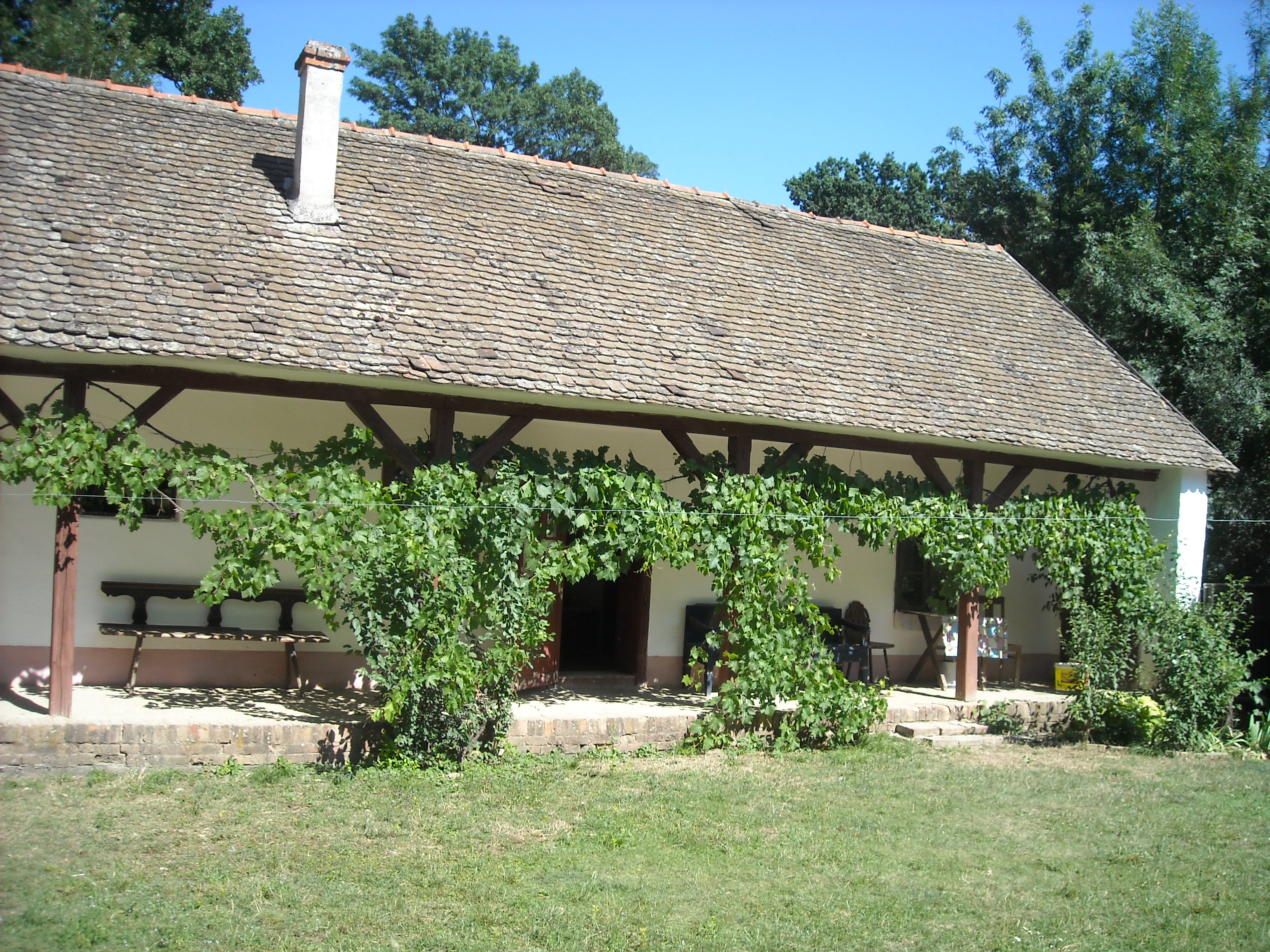
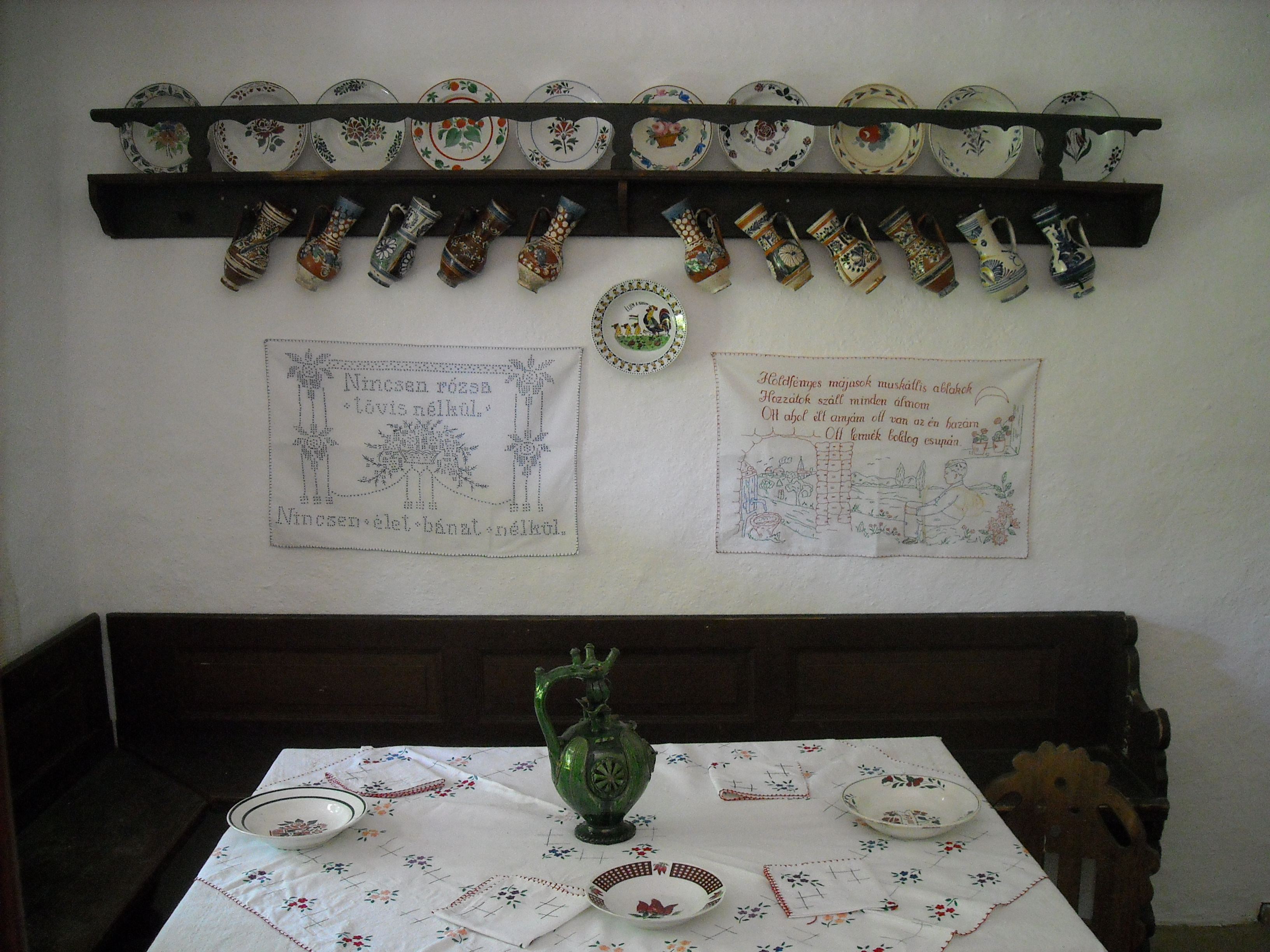
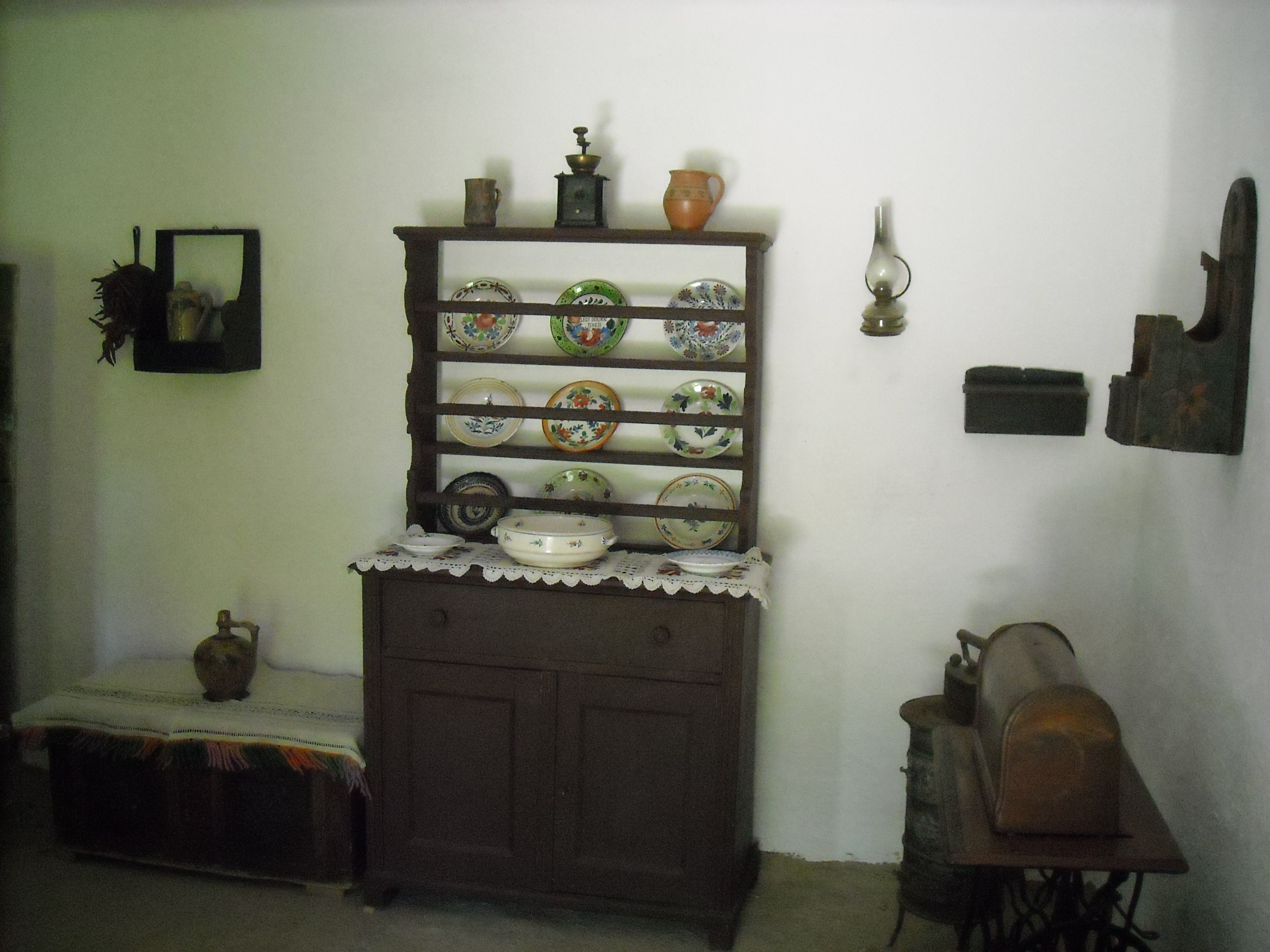
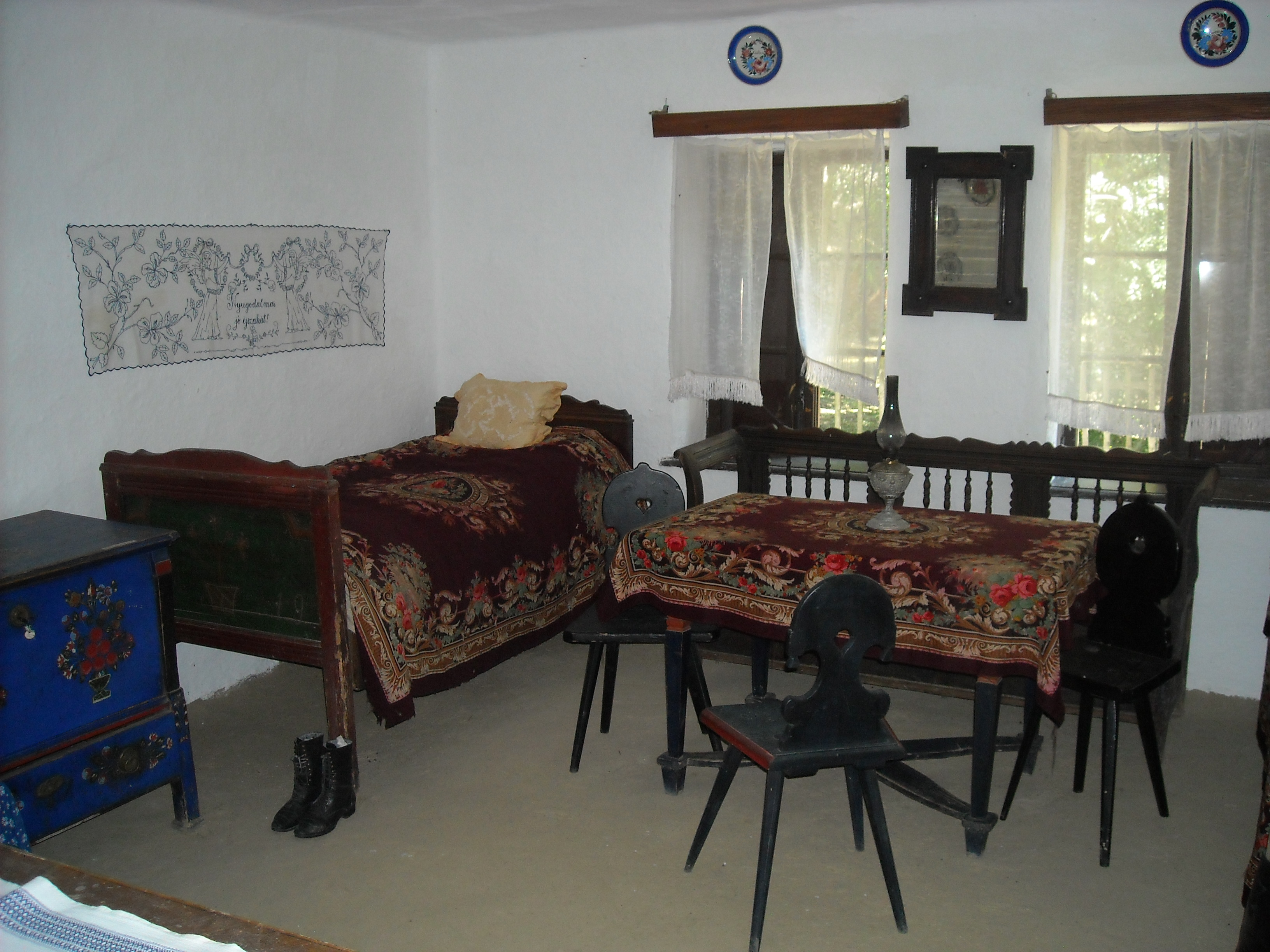